# Caloptilia asplenifoliatella
Caloptilia asplenifoliatella är en fjärilsart som först beskrevs av Darlington 1949.  Caloptilia asplenifoliatella ingår i släktet Caloptilia och familjen styltmalar. Inga underarter finns listade i Catalogue of Life.